# La momia (película de 2026)
La momia (título original en inglés: The Mummy) es una próxima película de terror sobrenatural estadounidense escrita y dirigida por Lee Cronin. Es producida por Jason Blum y James Wan bajo sus respectivos sellos Blumhouse Productions y Atomic Monster, junto con la compañía de producción de Cronin, Doppelgängers. La película estará protagonizada por Jack Reynor, Laia Costa, Verónica Falcón y May Calamawy.
Está previsto que La momia se estrene en Estados Unidos el 17 de abril de 2026 por New Line Cinema, lo que la convierte en la primera película de la franquicia de La Momia que no será distribuida por Universal Pictures.

## Reparto
- Jack Reynor
- Laia Costa
- Verónica Falcón
- May Calamawy
- May Elghety
- Natalie Grace
- Shylo Molina
- Billie Roy

## Producción
En junio de 2024, New Line Cinema fechó una película sin título escrita y dirigida por Lee Cronin para el 17 de abril de 2026. El siguiente diciembre, se reveló que la película sin título era una nueva versión de La Momia. Será producida por Blumhouse Productions, Atomic Monster y Doppelgängers para New Line Cinema.
En marzo de 2025, Jack Reynor y Laia Costa fueron elegidos para la película. En los meses siguientes, Verónica Falcón, May Calamawy, May Elghety, Natalie Grace, Shylo Molina y Billie Roy se unieron al reparto.

### Rodaje
La fotografía principal comenzó en Irlanda y España el 24 de marzo y culminó el 25 de junio de 2025.

## Estreno
Está previsto que La momia se estrene en Estados Unidos el 17 de abril de 2026.